# Station Nowe
Station Nowe is een spoorwegstation in de Poolse plaats Nowe.